# Villeneuve (Ariège)
Villeneuve é uma comuna francesa na região administrativa de Occitânia, no departamento de Ariège. Estende-se por uma área de 5 km². Em 2010 a comuna tinha 38 habitantes (densidade: 7,6 hab./km²).